# Rocket: Robot on Wheels
Rocket: Robot on Wheels è un videogioco a piattaforme sviluppato da Sucker Punch Productions e pubblicato nel 1999 da Ubi Soft per Nintendo 64.

## Modalità di gioco
In Rocket: Robot on Wheels si controlla Rocket attraverso i sette mondi del gioco, utilizzando il suo raggio traente per superare i rompicapo e i minigiochi presenti.